# Moto Morini Granpasso 1200
Die Moto Morini Granpasso 1200 ist ein Motorrad des italienischen Fahrzeugherstellers Moto Morini. Die Reiseenduro wurde auf der EICMA 2007 präsentiert und wird in Bologna endmontiert. Verkaufsstart war im Mai 2008 zu einem Basispreis von 12.990 EUR. Der Verkaufsname Granpasso bedeutet Großer Pass.

## Konstruktion
Der von Franco Lambertini entwickelte flüssigkeitsgekühlte V-Motor stammt aus der Corsaro Avio, gewählt wurde jedoch die sanftere Ausführung aus dem Roadster «Nove e mezzo» (9½) mit kleineren Ventilen und zahmeren Nockenwellen. Der kurzhubige Viertaktmotor erzeugt aus 1187 cm³ Hubraum eine Nennleistung von 87 kW (118 PS) bei einer Drehzahl von 7750/min. Das maximale Drehmoment von 104 Newtonmeter wird bei einer Drehzahl von 7000/min erreicht. Gegenüber der unverkleideten Corsaro Avio wurde die Brennraumform modifiziert, um den Verbrauch zu senken. Der quer montierte V-Motor hat einen Zylinderwinkel von 87 Grad und je zwei Ein- und Auslassventile pro Zylinder. Sowohl Getriebe als auch Kurbelwelle lassen sich seitlich aus dem Motorblock entnehmen. Das Motorrad beschleunigt in 3,9 Sekunden von 0 auf 100 km/h und erreicht eine Höchstgeschwindigkeit von 228 km/h.

### Fahrwerk
Der Gitterrohrrahmen aus Stahl wird von Verlicchi gefertigt, der Motor ist ein mittragendes Element. Der Lenkkopf hat einen Winkel von 63,5 Grad, der Nachlauf beträgt 110 mm. Das Hinterrad wird von einer Zweiarmschwinge aus Aluminium geführt, die von einem Zentralfederbein von Öhlins gefedert wird. Die Mehrscheiben-Ölbadkupplung wird hydraulisch betätigt. Trocken wiegt das Fahrzeug 210 kg, die maximale Zuladung beträgt 166 kg.

## Rezeption
„Der Motor hängt sehr direkt, doch nie hinterhältig am Gas, die Vibrationen sind bis rund 5000/min gemässigt, fahren allerdings ab 6000/min ziemlich heftig über Füsse und Hände her. Das Getriebe schaltet sich picobello, die Kupplung allerdings fordert den Unterarm.“

„Es ist ein grosses Bike. Mit meinen 1,93 Metern Körperlänge erreiche ich gerade noch mit beiden Fusssohlen den Boden. Vor mir habe ich den 27 Liter fassenden Tank, unter mir die zugunsten einer Verbrauchsminderung neu konstruierten Kolben. Das recht niedrige Gewicht von 210 kg (ohne Benzin) und der sanft ansprechende Motor machen die Granpasso zum leicht beherrschbaren Fahrzeug, wozu auch der beachtliche Lenkeinschlag beiträgt.“

„Ein Gesicht wie Nummer Fünf, der Roboter aus dem 80er-Jahre-Kinohit, und tatsächlich ist die Granpasso die Nummer Fünf in der Modellpalette von Moto Morini. […] Die beiden Gründe, die gegen eine Moto Morini Granpasso sprechen: Sie hat kein ABS, und ihre Zuladung von 166 Kilo ist nicht nur für eine Reise-Enduro, sondern generell ein schlechter Scherz. Damit sind Sicherheitsfanatiker und reisende Zweier-Teams also schon mal aus dem Rennen.“

„Mit ihrem kurzen Radstand und der immensen Leistung hebt die Morini beim Beschleunigen ohnehin gerne mal das Schnäbelchen Richtung Wolken. Wer darüber sinniert, wie ein derart hecklastig beladenes Motorrad mit Drehmoment im Überfluss im Solobetrieb noch den lebenswichtigen Grip am Vorderrad aufbauen soll… Schräglage, dann beschleunigen aus der Serpentine, eine Bodenwelle – spätestens dann kommt das kalte Grausen.“